# The Springfield Files
The Springfield Files é o décimo episódio da oitava temporada da série de animação de comédia The Simpsons, sendo exibido originalmente na noite de 12 de Janeiro de 1997 pela Fox Broadcasting Company (Fox) nos Estados Unidos. No episódio, escrito por Reid Harrison e dirigido por Steven Dean Moore, Homer acredita ter visto um alienígena. Leonard Nimoy é o convidado especial interpretando a si mesmo, enquanto David Duchovny e Gillian Anderson interpretam os agentes Fox Mulder e Dana Scully, ambos personagens de Arquivo X. O episódio serve como um crossover com Arquivo X e apresenta inúmeras referências à série. A história veio dos antigos produtores do show Al Jean e Mike Reiss, que voltaram a produzir este episódio enquanto estavam sob contrato na Disney.
De acordo com o sistema de mediação Nielsen, em sua exibição original, o episódio foi assistido por cerca de 20,9 milhões de telespectadores, recebendo uma quota de 11.7 pontos, além de ter tido críticas em sua maioria positivas dos analistas em televisão; Jean e Reiss ganharam um prêmio Annie por produzi-lo.

## Produção
O episódio foi produzido por Al Jean e Mike Reiss, que tinham servido como produtores das temporadas três e quatro. Eles voltaram para o show para produzir este e vários outros episódios enquanto estavam sob contrato na Disney. O episódio foi escrito por Reid Harrison e dirigido por Steven Dean Moore. Foi um dos episódios com maior disparidade entre a sua criação até o momento em que foi concluído. A ideia foi concebida de uma maneira bem inusitada. Jean encontrou uma cópia do TV Guide enquanto estava no banheiro, com Arquivo X na capa. Sentindo que um crossover seria uma boa ideia, ele voltou para o quarto, conversou com Reiss, e os dois conceberam. Nenhum dos outros membros da equipe demonstraram interesse em fazê-lo, de modo que Reiss e Jean decidiram fazer eles mesmos. Antes do episódio ser produzido, o script foi enviado para Chris Carter, criador de Arquivo X, que disse que era uma "honra" ser satirizado por The Simpsons. Al Jean estava preocupado sobre o episódio não ser engraçado, como na mesa de leitura havia apenas alguns dos escritores presentes e, como tal, o script não teve muitas risadas ao todo. Levou um longo tempo para chegar a um fim, e uma explicação para o alienígena. Originalmente, era apenas para ser deixada como um mistério. O escritório de Mulder e Scully foi projetado para ser exatamente o mesmo utilizado em Arquivo X. Após ter sido concluído, a Fox enviou o episódio para uma revisão crítica externa, que o avaliou como sendo "realmente bom". A cena das camisas com os dizeres "Homer é um drogado" originalmente tinha uma linha extra: "Eu te disse, nós estamos vendidos para fora!", preenchendo assim o erro na trama do episódio, em que Homer pede algumas camisetas, apesar de apenas ser dito que elas foram vendidas. A cena após o primeiro encontro de Homer com o alienígena, no qual ele corre através de um campo que forma a palavra "Yahhh!" ("Ora essa!", numa tradução literal ao português) na grama, foi escrito por David M. Stern, que o acrescentou após ler o roteiro original completamente.

## Enredo
O episódio é narrado por Leonard Nimoy. Homer está saindo do trabalho em uma sexta-feira às escondidas com Lenny e Carl. Eles vão ao bar do Moe e bebem várias cervejas. Homer se perde no caminho de casa e vai parar em uma floresta escura. Ele se assusta muito, pois vê em um cartaz a palavra "Morra" (Die em inglês) e descobre que a real palavra é Diet ("Dieta", em português). Ele sai correndo pela floresta com medo, acaba tropeçando em um galho e cai no chão. De repente, uma luz verde emerge do fundo da mata, o que aparentemente é um alienígena. Homer sai correndo e finalmente chega em casa. Ele conta a todos a aventura que teve sobre o "alienígena", mas ninguém acredita nela.
A história de Homer é tão envolvente, que até o FBI se interessa por ela. Os agentes Mulder e Scully vão até Springfield e pedem para Homer contar a história a eles. Os agentes levam Homer até um local e perguntam se "algum deles é o alienígena que viu", e dentre as opções estão Kang e Kodos. Homer diz que não é nenhum deles; então é pedido que ele represente exatamente o que fez na noite em que viu o alienígena. No final, os agentes do FBI desistem de averiguar a história de Homer. Bart diz que acredita na história do pai, e ele insiste que os dois vejam o alienígena. Eles então vão acampar na floresta de noite, e eventualmente encontram o "alienígena" de Homer, que o expulsa ao ser acidentalmente queimado. Bart grava tudo e os dois comemoram a "vitória". Depois disso, Leonard Nimoy deixa de narrar a história e sai correndo em seu carro.
No dia seguinte, é mostrada a gravação do alienígena feita por Bart no Canal 6. Daí todos em Springfield querem ver o alienígena na sexta-feira seguinte. (pois de acordo com Homer, o alienígena aparece todas as sextas-feiras) Na noite do "evento", todos se preparam para a "chegada" do alienígena. O alienígena aparece e diz que traz paz a todos; então o povo de Springfield tenta matá-lo, até que Lisa intervêm e mostra que o alienígena é na verdade o Sr. Burns. Então Smithers aparece e conta como Burns ficou parecendo um alienígena: toda sexta-feira a noite, o Burns faz uma série de tratamentos para enganar a morte por mais uma semana, o que inclui: "ajeitar" a coluna dele, colocar colírio em seus olhos, aplicar anestesia e raspar suas cordas vocais. Burns volta a si e explica o porque da luz verde: 
Uma eternidade trabalhando na Usina Nuclear me deu essa iluminação verde e saudável sobre o corpo.— Sr. Burns
Então é dada mais uma anestesia em Burns, e todos começam a dançar e cantar como se nada tivesse acontecido.